# Форер, Алоис
Алоис Форер (нем. Alois Forer; 19 февраля 1909, Тельфс — 26 октября 2001) — австрийский органист и музыкальный педагог.
Учился в Инсбруке, затем в Венской консерватории у Франца Шютца (орган), Франца Шмидта и Йозефа Маркса (композиция). Многолетний профессор органного класса Венской академии музыки и органист Венской придворной капеллы. В 1974 г. переехал в Зальцбург и до 1982 г. преподавал в Моцартеуме; в 1989 г. в связи с 80-летием был награждён Золотой медалью Моцартеума. Среди учеников Форера — Хериберт Мецгер, Элизабет Ульман, Жигмонд Сатмари и др. Автор подробного труда «Органы Австрии» (нем. Orgeln in Österreich; 1973, 2-е изд. 1983), составитель первого выпуска альманаха «Organa Austriaca» (1976).